# 堂本兄弟
『堂本兄弟』（どうもときょうだい）は、フジテレビ系列で不定期放送（主に年末に1回放送）されている音楽バラエティ番組。
『LOVE LOVE あいしてる』の後継番組として、2001年4月8日より毎週日曜日の夜に放送されていたKinKi Kidsの冠番組であり、2004年10月17日より『新堂本兄弟』（しんどうもときょうだい）として、2014年9月28日までレギュラー放送された。
ステレオ放送、字幕放送および『新堂本兄弟』へのリニューアルに伴いハイビジョン制作（2009年6月14日放送分より、地上アナログ放送ではレターボックスでの放送）。

## 概要
2000年12月に結成され、2001年1月3日放送の『21世紀だよ!!絢爛豪華新春ウルトラLOVELOVEあいしてる!!』の番組宣伝のために全国を縦断した「堂本兄弟」というキャラクターを母体にして、2001年4月8日から放送開始。初回のゲストは小室哲哉だった。
当初の放送時間は毎週日曜22:00 - 22:30（JST）で、日曜22時台前半がフジテレビ単独制作となるのは『クイズ!早くイッてよ』以来であった。主に、毎週ゲスト1組を招きトークとセッションを展開。番組開始当初はメンバーをそれぞれニックネームで呼び合い“名の知れたミュージシャンが夜な夜な集まる隠れたライブハウス”の設定であった。
2004年10月17日、番組名を『新堂本兄弟』に改題リニューアル、放送時間もゴールデンタイム・プライムタイム帯から初の深夜帯へ移動。毎週日曜23:15 - 23:45（JST）に変更。
2004年から2006年までは、春・秋の改編期・年末にはゴールデンタイム・プライムタイムで特別番組を放送。
レギュラー放送最高平均視聴率は2006年2月26日放送（ゲストはオリエンタルラジオ）の16.8%。
2011年5月8日、番組10周年を記念して、タイトルロゴ・スタジオセットをリニューアル。これに伴い、光一と剛の座る位置が逆になった（光一が左側、剛が右側）。
2013年春以降は、ゲスト2組を招きトークやセッションを行う形に変更された。
2014年7月20日放送#612 「堂本兄弟メモリアルセレクション」では、番組初の試みとして、KinKi Kids、高見沢俊彦、当時のCPきくち伸4名が副音声で解説を行った。
2014年9月28日放送のラストライブをもって約14年のレギュラー放送は終了。
後継番組はタモリの冠番組『ヨルタモリ』がスタート、KinKi Kidsのレギュラー番組は『KinKi Kidsのブンブブーン』に引き継がれた。
2015年以降は年1回のペースで不定期特番として放送（詳細は後述）。2015年は新春特番として1回放送、2016年のみ新春と年末に2回放送、2017年からは年末の年1回の放送で定着している。なお、（関東地区における）放送日近くの『ブンブブーン』の放送回には堂本ブラザーズバンドのメンバーがゲスト出演するのが恒例となっている。

## 出演者

### 堂本兄弟（初期設定）
堂本進（兄）：堂本剛
1978年4月11日生まれ、秋田県出身。好きなアーティストはボブ・ディラン、好物はタン塩。
堂本歩（弟）：堂本光一
1979年1月2日生まれ、岩手県出身。好きなアーティストはジェームス・ブラウン、好物は豚生姜焼き定食。
2人とも父親は同じだが異母兄弟。東京のアニメ専門学校で出会い、「堂本兄弟」としてバンドデビューを目指す。2人の父の名前は「堂本拓郎」。母の名前はそれぞれ「堂本美代子」、「堂本愛子」とされている。家族の名前は、父については『LOVE LOVEあいしてる』で共演していた吉田拓郎、母については浅田美代子と森下愛子（それぞれ、吉田拓郎の前妻と現在の妻）に由来する。
番組開始当初はそれぞれ「進」、「歩」などの名前で呼び合うなど「堂本兄弟」としてのキャラ設定が重視されていたが、役柄を演ずるコンセプトは開始から数ヶ月で徐々に無くなっていき、本来の「KinKi Kids」「堂本剛」「堂本光一」としての出演になった。公式ホームページからもそのような表記が削除され、結局はタイトルだけにその名が残った。

### 堂本ブラザーズバンド
番組内で演奏を担当するバックバンド。別表記：DOMOTO MUSIC BROS. BAND。略称：DMBB。旧バンド名：堂本兄弟とゆかいな仲間たち。一部のメンバーはトークにも参加する。初期は前身の番組である『LOVE LOVE あいしてる』のLOVE LOVE ALL STARS（略称：LLAS。主なメンバーはスタジオミュージシャン）とは異なる解散した人気バンドのメンバーを起用していたが、2003年からLLASにも参加した吉田建、吉田とともに活動していた村上“ポンタ”秀一、土屋公平などを起用している。
また、実際に番組内でオンエアされることはほとんど無いが、3本目の収録の前に堂本剛を中心とする「剛マンブラザーズバンド」（略称：TMBB）によって不定期にセッションが行われる。メンバーは堂本剛を先頭（リーダー）に、吉田建、土屋公平など自由な組み合わせとなる。打合せらしきものは殆ど無く、その日の気分や簡単なお題のみでのセッションとなる場合が多い。
2013年3月収録分からは、シシド・カフカ、TOKIE、YUKARIE、宮本笑里といった女性陣が参加する場合もあり、その際は「剛マンシスターズバンド」（略称：TMSB）と呼ばれていた。

#### 放送終了時のレギュラー
- ☆印はラストライブ（2014年9月28日放送）参加者。
- ◇印は「堂本兄弟2015新春かえってきましたSP」参加者。
- △印は「堂本兄弟2016あけましておめでとうSP」参加者。
- □印は「堂本兄弟もうすぐクリスマスSP」参加者[15]。

〈トーク + 演奏〉
- 堂本光一【ボーカル&ギター】（2001年4月 - ）☆◇△□
- 堂本剛【ボーカル&ギター】（2001年4月 - ）☆◇△□
- 高見沢俊彦【THE ALFEE、ギター】（2003年4月 - ）☆◇△□
- 西川貴教【BGV】（2011年5月 - ）☆◇△□
- 高橋みなみ【AKB48（当時）、BGV】（2011年5月 - ）☆◇△□
- 武田真治【サックス】（2006年4月 - ）※不定期出演☆◇
- 槇原敬之【BGV】（2011年5月 - ）※2013年4月からは不定期出演。2018年以降の特番は不参加。☆◇□
- DAIGO【BREAKERZ、BGV】（2012年4月 - ）※2013年4月からは不定期出演☆◇□

〈演奏のみ〉
- 吉田建【ベース、音楽監督、コーラス】（2003年4月 - ）※2009年11月15日放送回（#409）と2013年3月24日放送回（#552）にはトーク（ゲスト）参加 ☆△□
- 浅倉大介【access、キーボード】（2006年4月 - ）※2006年4月はトークにも参加 ☆◇□
- シシド・カフカ【ドラムス】（2013年4月 - ）☆◇
- TOMOMI【SCANDAL、ベース】（2014年4月 - ）※2014年4月はトークにも参加 ☆◇

#### サポートメンバー
レギュラーではないが、不定期で参加することがあるミュージシャン。また楽曲によってはストリング・セクションやブラス・セクションなどのゲストミュージシャンが参加する場合がある。
- ポール・ギルバート【レーサーX・MR. BIG、ギター】
- 坂崎幸之助【THE ALFEE、アコースティックギター】
- 武部聡志【キーボード】
- サンコンJr.【ウルフルズ、ドラムス】
- 村石雅行【ドラムス】
- そうる透【ドラムス】
- 富田京子【元・プリンセスプリンセス、ドラムス】
- 松田弘【サザンオールスターズ、ドラムス】
- 加藤いづみ【BGV】☆△(2009年5月 - 2011年4月コーラスレギュラー出演)
- 篠原ともえ【BGV】
- えなりかずき【キーボード】　※2002年5月から2006年3月まではトークにも参加。2015年復活SPではトークパートにも参加。☆◇

#### 過去のレギュラー
〈トーク + 演奏〉
- Gackt【元MALICE MIZER、ボーカル&ピアノ】（2001年4月 - 2003年3月）
- 土屋公平【元THE STREET SLIDERS、ギター】（2001年4月 - ）
- 恩田快人【元JUDY AND MARY、ボーカル&ベース】
- 真矢【LUNA SEA、ボーカル&ドラムス】
- まこと【シャ乱Q、ドラムス&タンバリン】
- NOISY【元SEX MACHINEGUNS・現在はDUSTAR-3、ベース】
- TO-BU【THE☆SCANTY、ドラムス】
- YURAサマ【Psycho le Cemu、ドラムス】
- SHAKAN'BASS【元麻波25、ベース】
- 堂島孝平【ギター】（2002年4月 - 2003年3月）□
- 金城綾乃【Kiroro、ピアノ】（2002年11月 - 2005年8月）
- 吉村由美【PUFFY、BGV】（2003年4月 - 2006年3月 - 2011年4月）
- Bro.TOM【BGV】（2003年4月 - 2011年4月）
- 雅-miyavi-【ギター】（2004年10月に参加したマンスリーゲストミュージシャン）
- 木村カエラ【BGV】（2004年11月 - 12月に参加したマンスリーゲストミュージシャン）
- 上原奈美【BGV】（2005年2月 - 9月）
- 深田恭子【ピアノ】（2005年10月 - 2011年4月） - 「サイレントMIDIグランドピアノ」という特殊なピアノを使用していた。
- 華原朋美【BGV】（2005年10月 - 2007年6月）
- YUCALI【HALCALI、BGV】（2005年10月 - 2011年4月）
- HALCA【HALCALI、BGV】（2011年1月 - 4月）
- 樽美酒研二【ゴールデンボンバー、BGV】（2013年4月 - 2014年4月）※2013年4月から番組出演していたが、当初は演奏コーナーに参加せず、トークコーナーのみの参加。☆

〈演奏のみ〉
- 村上“ポンタ”秀一【ドラムス】（2003年4月 - ）
- HIBARI【BGV】（2004年12月に参加したマンスリーゲストミュージシャン）
- 浦嶋りんこ【元FUNK THE PEANUTS、BGV】（2005年10月 - ）
- 屋敷豪太【ドラムス】（2006年4月 - ）☆△□
- SunMin【BGV】（2007年2月 - 2008年12月）
- 藤田真由美【BGV】
- 花井悠希【ヴァイオリン】（2011年8月8日 - 2013年3月）
- YUKARIE【THE THRILL、サックス】（2013年4月 - ）☆
- 宮本笑里【ヴァイオリン】（2013年4月 - 2014年3月2日）
- TOKIE【元RIZE、ベース】（2013年4月 - 2014年3月）

## コーナー

### 放送終了時のコーナー
堂本!一問一答
天からの質問にゲストが一問一答形式で答える番組のメインコーナー。2011年4月で一旦放送されなくなり、「ウソホン堂本!」や他の企画にしばらく代わっていたが、2013年から再びメインコーナーとなっている。
新!ベストヒットたかみー
2011年5月に「堂本!ベストヒットたかみー」からタイトル変更。高見沢俊彦が司会進行役を務め、コーナー後に歌う曲解説をする。歌はゲストがボーカルを務めることが多いが、歌のみのゲストやKinKi Kidsがボーカルを務めたり、KinKi Kidsの新曲披露の場となることもある。のちに1曲の歌として完成し、KinKi Kidsのアルバム『L album』に収録された「むくのはね」は、玉置浩二が2011年10月30日放送回（#489）で即興で作りはじめ完成させ2012年10月28日放送回（#533）のこのコーナーで初披露され。2013年4月14日放送回（#554）では、玉置とKinKi Kidsの3人で歌うことも実現した。

### 過去のコーナー
オープニング
「堂本兄弟のテーマ」など生演奏によるゲストの呼び込みが行われた。
堂本ソング道場
即興で歌を作る。
マジトーク
進（剛）×ゲスト、歩（光一）×ゲストの対談。
堂本恋人セレクション 赤い糸伝説
男性レギュラーがゲストに背を向けて目をつぶった状態で並び、その中で最もタイプである人を選んでもらい、そっと肩を叩いてもらう。
あげテン！堂本
堂本ランキング 小耳にファイブ！
堂本ランキング ココメロファイブ！
特ダネ！堂本新聞。
ゲストに関するネタが掲載された新聞を元にトークをする。
お座敷堂本
堂本自分撮りイレブン
堂本！ベストヒットたかみー
2003年4月からのコーナー。高見沢が音楽史に残る名曲の解説を行い、その後全員でセッションする。
堂本ハズコロ名言集
ウソホン堂本！
2011年5月からのコーナーで、「堂本！一問一答」に代わって放送された。ゲストにまつわるエピソードが嘘が本当かをトークメンバーが当てる。

## ライブ
堂本ブラザーズバンドファーストライブ（2005年7月17日、東京・お台場野外特設会場）
『LOVE LOVE あいしてる』時代からの念願であったファーストライブを開催。2万人を無料招待した。ゲストとして大貫亜美（PUFFY）や忌野清志郎が登場。結婚した玉城千春（Kiroro）と12月中旬に出産予定で出産前最後の番組出演となる金城綾乃に対して「Happy Happy Greeting」を歌うなど、約2時間にわたって全17曲を披露した。この模様は同年7月24日と8月7日、10月2日に放送された。
堂本ブラザーズバンド セカンドライブ（2006年8月1日、Zepp Tokyo）
剛の提案でオリジナル楽曲制作が決定し、きくち伸プロデューサーのアイデアで担当は作詞＝光一、作曲＝剛に決定。7月25日に行われたこのライブのリハーサルで3時間15分をかけてオリジナル楽曲「Music of Life」が完成し、本番ライブの最後に9分50秒のフルサイズで演奏。この模様は8月6日に放送された。
堂本ブラザーズバンド3rd LIVE（2009年8月23日、ディファ有明）
放送400回記念。会場に400組800人を迎えての完全生中継生放送。今までに堂本ブラザーズバンドが生演奏した500曲近い楽曲からリクエストを受け付け、上位100位を決定。その中から17曲を選んでセッションを披露した。『LOVE LOVEあいしてる』でのユニット「ビートルーズ」のオリジナル楽曲「The Night before your Birthday」がリクエスト投票2位となり、篠原ともえをゲストに迎えて演奏された。
これらの他、100回記念（2003年5月4日）、200回記念（2005年5月1日）、300回記念（2007年7月1日）の放送日にはそれぞれ生放送によるライブを行った。

## レギュラー時代のゴールデンタイムでの特別番組
| 放送回 | 放送日                   | 放送時間（JST） | 放送タイトル                                                                     | 備考 |
| ------ | ------------------------ | --------------- | -------------------------------------------------------------------------------- | --- |
| #169   | 2004年10月5日（火曜日）  | 19:00 - 20:54   | 最新堂本兄弟スペシャル                                                           | 『カスペ!』枠で放送。トーク総集編などを中心に構成。 |
| #180   | 2004年12月23日（木曜日） | 19:00 - 20:54   | 新堂本兄弟クリスマス超拡大版! 女優さんも芸人さんもまとめて! 一問一答スペシャル!! | 『ホリデースペシャル』枠で放送。 瞬間最高視聴率ランキングが放送された（1位は坂井真紀とフラフープ、瞬間最高視聴率21.9%）。 |
| #194   | 2005年3月31日（木曜日）  | 19:00 - 20:54   | 堂本兄弟 春祭り豪華ハワイツアーSP                                                | 瞬間最高視聴率ランキング発表とハワイロケの模様を放送。高見沢俊彦にドッキリをしかけた。 |
| #216   | 2005年9月29日（木曜日）  | 19:00 - 20:54   | 秋の堂本兄弟スペシャル                                                           | トーク総集編を放送し、深田恭子ら新加入のメンバーや郷ひろみへの質問とKinKi Kidsが暴露トークを繰り広げた。 |
| #241   | 2006年3月29日（水曜日）  | 19:00 - 20:54   | パーフェクト堂本兄弟 祝5周年240回まつり                                          | 江角マキコへの質問とゲストトーク総集編。 |
| #264   | 2006年9月29日（金曜日）  | 19:00 - 20:54   | LOVE LOVE堂本兄弟 10周年記念生放送SP                                             | 生放送で演奏（生演奏）。『LOVE LOVE あいしてる』時代の映像も送る。 ゲストとして『LOVE LOVE あいしてる』の第1回ゲストの つんく♂（シャ乱Q）と安室奈美恵、志村けん（ザ・ドリフターズ）、広末涼子、 所ジョージと坂崎幸之助、ポルノグラフィティ（視聴者リクエストランキング第1位）が登場した。 |

## レギュラー放送終了後の単発特番
| 放送回 | 放送日                   | 放送時間（JST） | 放送タイトル                                | 備考 |
| ------ | ------------------------ | --------------- | ------------------------------------------- | --- |
| #1     | 2015年1月4日（日曜日）   | 23:30 - 翌0:30  | 堂本兄弟2015 新春かえってきましたSP         | 3か月ぶりに復活。レギュラー放送時と同様にゲストを交えてのトークと演奏。 ゲストとして玉置浩二、小嶋陽菜(当時AKB48)、柏木由紀(AKB48)、横山由依(当時AKB48)、AKB48、森山直太朗が登場した。 |
| #2     | 2016年1月3日（日曜日）   | 23:30 - 翌0:30  | 堂本兄弟2016 あけましておめでとうSP         | 長瀬智也(TOKIO)や綾小路翔、MAXやEvery Little Thingをゲストに招いてトークを展開し、ゲッターズ飯田によってメンバーの2016年の運気が発表された。 演奏では長瀬とKinKi Kidsとの思い出の曲「たよりにしてまっせ」を共に歌い、東京スカパラダイスオーケストラと堂本ブラザーズバンドによるKinKi Kidsスペシャルメドレーも披露された。 |
| #3     | 2016年12月16日（金曜日） | 23:00 - 23:58   | 堂本兄弟2016 もうすぐクリスマスSP           | ゲストにトレンディエンジェル、Hey! Say! JUMPの山田涼介、乃木坂46を迎えてトーク。 そしてKinKi Kids最新曲「道は手ずから夢の花」を作詞・作曲者の安藤裕子とコラボレーションした他、KinKi Kids合作曲で「Hey! みんな元気かい?」のカップリング曲「愛のかたまり」を山田と歌ったり、CDデビュー20周年を記念してKinKi Kidsメドレーも披露された。 |
| #4     | 2017年12月15日（金曜日） | 23:00 - 翌0:00  | 堂本兄弟2017 聖なる夜がやってくるSP         | 1年ぶりの復活でおなじみのメンバーが再集結! 坂上忍がメインMCのキンキキッズにダメ出し!?10秒で答える一問一答に挑戦、今話を聞きたい芸能人を明かす。かつて堂本兄弟にレギュラー出演していた深田恭子。 親友篠原ともえも乱入!気になる結婚願望を語る!森山直太朗も緊急参戦! キンキが気になって仕方なかったという名曲「どこもかしこも駐車場」を皆で合唱!独特の歌詞の世界観に迫る!                                                                           |
| #5     | 2018年12月26日（水曜日） | 23:00 - 翌0:00  | 堂本兄弟2018 みんな集まれ!忘年会SP          | ゲストは市村正親、井上芳雄&生田絵梨花(当時:乃木坂46)、高橋克実&橋本直(銀シャリ)&誠子(尼公インター)&ゆりやんレトリィバァ。 楽曲パフォーマンスではゆりやんレトリィバァのピアノ演奏での共演で「愛されるより 愛したい」、井上芳雄の歌唱と生田絵梨花のピアノ演奏での共演で「愛のかたまり」、そして同年にリリースされた新曲「会いたい、会いたい、会えない。」を披露。                                                                                  |
| #6     | 2019年12月25日（水曜日） | 23:00 - 翌0:00  | 堂本兄弟2019 ハッピークリスマスSP           | ゲストは三浦春馬、橋本環奈、仲間由紀恵。 楽曲パフォーマンスではKinKi Kidsと三浦春馬のコラボで「YOU」、橋本環奈のギター演奏との共演で「きよしこの夜」、そして同年にリリースされた新曲「光の気配」を作詞を手掛けた坂本真綾とのコラボで披露。 |
| #7     | 2020年12月28日（月曜日） | 23:00 - 翌0:00  | 堂本兄弟2020 みんなに会わなきゃ年越せないSP | ゲストはEXIT、ぺこぱ、中村アン。 楽曲パフォーマンスではEXITとぺこぱが選曲したKinKi Kidsの思い入れの曲として「硝子の少年」「Natural Thang」「青の時代」「愛のかたまり」を2組とのコラボのスペシャルメドレーで披露、そして同年にリリースされたアルバム『O album』からの新曲「新しい時代」を中村アンのピアノ演奏での共演で披露。。 |
| #8     | 2021年12月27日（月曜日） | 23:15 - 翌0:15  | 堂本兄弟2021 みんなと一緒に年忘れSP         | ゲストは井上咲楽&ファーストサマーウイカ&フワちゃん、小手信也&城田優&高嶋政伸。 楽曲パフォーマンスでは堂本ブラザーズバンドと井上咲楽・ファーストサマーウイカ・フワちゃんが一夜限りのスペシャルバンドを結成して「タイムマシーンにおねがい」、そしてKinKi Kidsと堂本ブラザーズバンドがKinKi Kidsスペシャルメドレーとして「恋涙」と「銀色 暗号」を披露。                                                                                             |
| #9     | 2022年12月26日（月曜日） | 23:00 - 翌0:00  | 堂本兄弟2022 KinKi Kids祝25周年SP           | ゲストは見取り図&ニューヨーク、松下洸平、ドラマ『スタンドUPスタート』キャストの竜星涼&安達祐実&戸次重幸、高橋恭平・藤原丈一郎(なにわ男子)&正門良規・佐野昌哉(Aぇ!group/関西ジャニーズJr.)&伊藤篤志・角紳太郎(Boys Be/関西ジャニーズJr.)。 楽曲パフォーマンスではKinKi Kidsと松下洸平のコラボで「愛されるより 愛したい」、そして同年にリリースされた新曲「Amazing Love」をKinKi Kidsとゲストのなにわ男子・Aぇ!group・Boys Beの6人のコラボで披露。 |
| #10    | 2023年12月25日（月曜日） | 23:00 - 翌0:00  | 堂本兄弟2023 クリスマスSP                   | ゲストはあの(ano)、浜辺美波&山田涼介(Hey! Say! JUMP)。 楽曲パフォーマンスではanoがKinKi Kidsと堂本ブラザーズバンドとの演奏コラボで「ちゅ、多様性。」を披露、そして12月27日にリリースされるシングルの最新曲「シュレーディンガー」を披露、さらに同じく同年12月13日にリリースされたアルバム『P album』からの新曲「無重力みたいな愛」をテレビ初披露。                                                                                                |
| #11    | 2024年12月30日（月曜日） | 23:15 - 翌0:15  | 堂本兄弟2024                                | ゲストは高畑充希、森崎ウィン。 |

## ネット局と放送時間
| 放送対象地域  | 放送局                              | 系列                                         | 放送曜日・時間               |
| ------------- | ----------------------------------- | -------------------------------------------- | ---------------------------- |
| 関東広域圏    | フジテレビ(CX) 『新堂本兄弟』製作局 | フジテレビ系列                               | 日曜 23:15 - 23:45           |
| 北海道        | 北海道文化放送(UHB)                 | フジテレビ系列                               | 日曜 23:15 - 23:45           |
| 岩手県        | 岩手めんこいテレビ(MIT)             | フジテレビ系列                               | 日曜 23:15 - 23:45           |
| 宮城県        | 仙台放送(OX)                        | フジテレビ系列                               | 日曜 23:15 - 23:45           |
| 秋田県        | 秋田テレビ(AKT)                     | フジテレビ系列                               | 日曜 23:15 - 23:45           |
| 山形県        | さくらんぼテレビ(SAY)               | フジテレビ系列                               | 日曜 23:15 - 23:45           |
| 福島県        | 福島テレビ(FTV)                     | フジテレビ系列                               | 日曜 23:15 - 23:45           |
| 新潟県        | 新潟総合テレビ(NST)                 | フジテレビ系列                               | 日曜 23:15 - 23:45           |
| 長野県        | 長野放送(NBS)                       | フジテレビ系列                               | 日曜 23:15 - 23:45           |
| 静岡県        | テレビ静岡(SUT)                     | フジテレビ系列                               | 日曜 23:15 - 23:45           |
| 富山県        | 富山テレビ(BBT)                     | フジテレビ系列                               | 日曜 23:15 - 23:45           |
| 石川県        | 石川テレビ(ITC)                     | フジテレビ系列                               | 日曜 23:15 - 23:45           |
| 福井県        | 福井テレビ(FTB)                     | フジテレビ系列                               | 日曜 23:15 - 23:45           |
| 中京広域圏    | 東海テレビ(THK)                     | フジテレビ系列                               | 日曜 23:15 - 23:45           |
| 近畿広域圏    | 関西テレビ(KTV)                     | フジテレビ系列                               | 日曜 23:15 - 23:45           |
| 島根県 鳥取県 | 山陰中央テレビ(TSK)                 | フジテレビ系列                               | 日曜 23:15 - 23:45           |
| 岡山県 香川県 | 岡山放送(OHK)                       | フジテレビ系列                               | 日曜 23:15 - 23:45           |
| 広島県        | テレビ新広島(TSS)                   | フジテレビ系列                               | 日曜 23:15 - 23:45           |
| 愛媛県        | テレビ愛媛(EBC)                     | フジテレビ系列                               | 日曜 23:15 - 23:45           |
| 高知県        | 高知さんさんテレビ(KSS)             | フジテレビ系列                               | 日曜 23:15 - 23:45           |
| 福岡県        | テレビ西日本(TNC)                   | フジテレビ系列                               | 日曜 23:15 - 23:45           |
| 佐賀県        | サガテレビ(STS)                     | フジテレビ系列                               | 日曜 23:15 - 23:45           |
| 長崎県        | テレビ長崎(KTN)                     | フジテレビ系列                               | 日曜 23:15 - 23:45           |
| 熊本県        | テレビくまもと(TKU)                 | フジテレビ系列                               | 日曜 23:15 - 23:45           |
| 鹿児島県      | 鹿児島テレビ(KTS)                   | フジテレビ系列                               | 日曜 23:15 - 23:45           |
| 沖縄県        | 沖縄テレビ(OTV)                     | フジテレビ系列                               | 日曜 23:15 - 23:45           |
| 宮崎県        | テレビ宮崎(UMK)                     | フジテレビ系列 日本テレビ系列 テレビ朝日系列 | 月曜（日曜深夜） 0:50 - 1:20 |
| 青森県        | 青森放送(RAB)                       | 日本テレビ系列                               | 火曜（月曜深夜） 0:29 - 0:59 |

- テレビ大分（日本テレビ系列・フジテレビ系列）は不定期放送[注釈 21]。

## スタッフ

### レギュラー放送終了後の単発特番

#### 現在（2023年12月25日放送分）
- 音楽：吉田建
- コーラスアレンジ：加藤いづみ
- ナレーション：柳沢真由美、佐野瑞樹（フジテレビアナウンサー）
- TD/SW：勝村信之
- CAM：中島佑馬
- VE：杉本雄亮
- LD：森崎靖史
- AUD：太田宗孝
- 音響：佐々木洋
- 美術制作：楫野淳司
- デザイン：越野幸栄
- アートコーディネーター：内山高太郎
- 大道具：橋博史
- アクリル装飾：池澤明徳
- 電飾：石井誠
- 視覚効果：川上勝大
- 楽器：島津哲也
- マルチ：坂部健
- 編集：増田徳樹、藤井彩
- MA：中村美来
- 音響効果：大平拓也
- CG：武井裕介
- ペイント：吉澤真純
- スタイリスト：渡辺奈央（Creative guild）
- メイク：大平真輝、丸谷亜由美
- 生花：小柳幸絵
- 技術協力：fmt、共同テレビジョン、サンフォニックス、IMAGICA Lab.、田中電設、インターナショナルクリエイティブ、明光セレクト、CODE/CHORD inc.、4-Legs
- 制作協力：E&W、イースト・ファクトリー、クリーク・アンド・リバー社
- 協力：ロフト
- 制作：太田一平、三浦淳
- 構成：長谷川優、山内浩嗣、御影屋聖、津曲ラッキー、福田雄一
- 編成：木月洋介
- 広報：藏内彩季子
- TK：石原由季
- デスク：富張明子
- AD：小板航、鈴木雄也、早川絵梨佳、和田真波、田島陸、冨宇賀かえで
- ディレクター：正木友美子、松本絵理
- プロデューサー：中村峰子、宇賀神裕子、加藤万貴
- 演出：浜崎綾
- 制作：フジテレビ編成制作局バラエティー制作センター
- 制作著作：フジテレビ